# 8 East Broad Street
8 East Broad Street (también conocido como Capitol Trust Building) es un edificio en Capitol Square en el Downtown de la ciudad de Columbus, en el estado de Ohio (Estados Unidos). Fue el edificio más alto de la ciudad desde su construcción hasta 1927. 

## Historia
Este es el edificio más alto completado en Columbus entre 1900 y 1909. Fue diseñado en estilo neoclásico por Frank Packard.
Terminado en 1906, desbancó al vecino 16 East Broad Street como el edificio más alto de la ciudad. Conservó el título hasta que se construyó la LeVeque Tower en 1927.
En 2007 fue remodelado y hoy es un edificio residencial que alberga condominios en un desarrollo denominado 8 on the Square.